# Сын Франкенштейна
«Сын Франкенштейна» (англ. Son of Frankenstein) — американский фильм ужасов 1939 года, снятый режиссёром Роулэндом В. Ли с участием Бэзила Рэтбоуна, Бориса Карлоффа и Белы Лугоши. Является третьим по счёту фильмом кинокомпании Universal Pictures о Франкенштейне и прямым продолжением фильма «Невеста Франкенштейна» 1935 года. В фильме «Сын Франкенштейна» Рэтбоун играет роль барона Вульфа фон Франкенштейна, который вместе со своей женой Эльзой (Джозефин Хатчинсон) и сыном Питером (Донни Данаган) возвращается в поместье своего покойного отца. Рядом с замком живёт Игорь (Бела Лугоши) — сумасшедший кузнец, которому сломали шею при неудачной попытке повешения. Среди развалин замка Франкенштейн обнаруживает останки монстра (Борис Карлофф) и решает попытаться спасти свою фамилию, воскресив существо, чтобы доказать людям правоту своего отца. Однако он обнаруживает, что монстр реагирует только на команды Игоря.
Фильм был анонсирован в августе 1938 года после удачной экранизации театральных постановок «Дракулы» и «Франкенштейна». Первоначальное название фильма — «После Франкенштейна». Сценарий, написанный Уиллисом Купером, был отклонён, ранние наброски включали только персонажей, которые будут использованы в финальном фильме. Первоначальный бюджет фильма составлял 250 тысяч долларов, но Ли увеличил его до 300 тысяч и установил 27-дневный график съёмок. Трудности в производстве возникли из-за того, что Ли был недоволен сценарием. Из-за непогоды и других проблем съёмки были отложены до 9 ноября, а 5 января 1939 года они были завершены, и окончательная стоимость фильма составила 420 тысяч долларов. Фильм вышел в прокат 13 января 1939 года и получил положительные рецензии от газет New York Daily News, New York Times, Variety и The Monthly Film Bulletin. В 1942 году был выпущен сиквел фильма «Призрак Франкенштейна».

## Сюжет
Примерно через 20 лет после смерти своего отца барон Франкенштейн возвращается в отцовский замок из Западной Европы. По завещанию покойного Франкенштейна, все жители города должны встретить его сына на вокзале и отдать ему документы и научные бумаги. Жители города встречают его, но всем своим видом проявляют холодное равнодушие и ненависть к барону. Инспектор Крог предупреждает барона, что жители ненавидят всю его семью из-за убийств, которые совершало создание его отца, и говорит барону, что он может на него положиться. Инспектор рассказывает, что шесть жителей деревни были убиты странным образом (разрыв сердца), и что жители обвиняют в смертях монстра. Но самого монстра уже давно никто не видел.
При посещении полуразрушенной лаборатории рядом с замком барон встречает горбуна Игоря, который был повешен, но непонятным образом не умер и теперь живёт со сломанной шеей, и все в городе его боятся, потому что думают, что он живой покойник. Он спускается с бароном в подвал лаборатории и показывает ему, что там захоронены его дед, отец, и лежит больной монстр созданный Франкенштейном. Игорь уговаривает барона оживить монстра. Барон узнаёт, что чудовище убивало людей, которые ранее участвовали в неудачном повешении Игоря. Чудовище всегда слушается Игоря, потому что считает его своим единственным другом. И Игорь приказывает монстру убить двух последних человек, которые до сих пор живы, из тех восьми, что участвовали в его повешении. Монстр убивает их, и в деревне начинается паника, все верят в то, что чудовище убило людей, и толпой идут в замок Франкенштейна. Полицейские сдерживают толпу у ворот в замок, а инспектор Крог заходит в замок и пытается выяснить, действительно ли монстр убил двух человек. Сын барона рассказывает инспектору, как к нему в комнату ночью приходил «великан» и подарил ему часы.
Инспектор узнаёт, что часы принадлежат камердинеру барона Франкенштейна, который тоже обнаружен мёртвым. Крог намекает барону, что может его вместе с семьёй отдать на растерзание толпы, если тот не скажет, где сейчас находится монстр. Барон бежит в лабораторию, там на него нападает Игорь, и барон убивает его. После чудовище находит труп горбуна, через потайной туннель в замок оно попадает в комнату к сыну барона и уносит его с собой в лабораторию. Туда прибегают барон и инспектор. Пока инспектор стреляет в чудовище, барон сталкивает монстра в болото с серой, в котором чудовище и умирает. Барон со всей своей семьёй уезжает из деревни и оставляет свой замок её жителям, которые очень тепло с ними прощаются на вокзале.

## В ролях
| Актёр                 | Роль                                   |
| --------------------- | -------------------------------------- |
| Бэзил Рэтбоун         | Барон Вульф фон Франкенштейн           |
| Борис Карлофф         | Монстр                                 |
| Бела Лугоши           | Игорь                                  |
| Лайонел Этуилл        | Инспектор Крог                         |
| Джозефин Хатчинсон    | Эльза фон Франкенштейна                |
| Донни Данаган         | Питер фон Франкенштейна                |
| Эмма Данн             | Амелия                                 |
| Эдгар Нортон          | Томас Бенсон                           |
| Перри Ивинс           | Фриц (слуга Вульфа)                    |
| Лоренс Грант          | Бургомистр                             |
| Лайонел Бельмор       | Эмиль Ланг                             |
| Майкл Марк            | Эвальд Ноймюллер                       |
| Кэролайн Фрэнсис Кук  | Фрау Ноймюллер                         |
| Густав фон Сейффертиц | Бюргер                                 |
| Лоример Джонстон      | Бюргер                                 |
| Том Рикеттс           | Бюргер                                 |
| Уорд Бонд             | Жандарм у ворот                        |
| Гарри Кординг         | Жандарм с бородой (в титрах не указан) |
| Джек Кертис           | роль неизвестна (в титрах не указан)   |
| Расс Пауэлл           | Бюргер (в титрах не указан)            |
| Кларенс Уилсон        | Доктор Бергер (в титрах не указан)     |

## Производство

### Разработка проекта
После выхода фильма «Дочь Дракулы» в мае 1936 года, Карл Леммле-младший потерял контроль над студией Universal Pictures, а руководителем производства стал Чарльз Роджерс, все запланированные фильмы ужасов были исключены из производственного расписания Universal. Однако, несмотря на меры по сокращению расходов и появление новой прибыльной звезды в лице Дины Дурбин, в сезоне 1937—1938 годов кассовый успех студии был невелик. Роджерса на посту руководителя производства сменил Клифф Ворк. После двухлетнего перерыва студия возобновила производство фильмов ужасов, анонсировав в августе 1938 года фильм «Сын Франкенштейна». Первоначально компания Universal рассматривала возможность ремейка своих ранних фильмов «Старый тёмный дом» (1932) и «Ворон» (1935). Однако в конце лета 1938 года лос-анджелесский кинотеатр Regina Theater на бульваре Уилшир был близок к закрытию, когда его менеджер взял в аренду недорогие копии фильмов «Дракула» (1931), «Франкенштейн» (1931) и «Сын Конга» (1933). Кинотеатр, рассчитанный на 659 мест, собирал аншлаги в течение пяти недель, что в нём шли эти картины. Это побудило компанию Universal перевыпустить фильмы «Франкенштейн» и «Дракула».

### Подготовка к производству
Впервые «Сын Франкенштейна» был упомянут в прессе 29 августа 1938 года, когда в статье The Hollywood Reporter сообщалось, что компания Universal ведёт переговоры с Борисом Карлоффом о заключении контракта на съёмки в двух фильмах ужасов, первым из которых будет сиквел «Франкенштейна». К 2 сентября журнал сообщил, что компания Universal объявила, что фильм будет называться «После Франкенштейна». 20 октября было объявлено об участии в фильме Белы Лугоши и Бэзила Рэтбоуна, а 24 октября Universal сообщила в газете The Hollywood Reporter о планах нанять Карлоффа, Лугоши и Питера Лорре, но планы на последнего сорвались из-за того, что компания не смогла его забрать у студии 20th Century Fox. Согласно пресс-релизу, Лорре отказался от этого предложения, так как перестал сниматься в фильмах ужасов, чтобы сосредоточиться на роли Мистера Мото, и «не хотел рисковать оказаться „в роли очередного злыдня“». Рэтбоун не был поклонником фильмов ужасов, но захотел сыграть эту роль. Обычно он играл злодеев, но ему понравилась возможность сыграть «хорошего парня» в этой истории. Клод Рейнс также рассматривался на роль Вульфа Франкенштейна, но в итоге она досталась Рэтбоуну. Лугоши говорил о роли с журналистом Эдом Салливаном незадолго до выхода фильма, заявив, что ему пришлось растянуть восьминедельную зарплату на сто четыре недели из-за отсутствия работы. Лугоши получил звонок от Эрика Уманна с предложением выступить в театре Regina на показах фильмов «Дракула», «Франкенштейн» и «Сын Конга», а вскоре после этого получил роль в фильме «Сын Франкенштейна». Позже Лугоши сказал: «Я всем обязан этому маленькому человеку в театре Regina. Я был мёртв, а он вернул меня к жизни». По словам режиссёра Роулэнда В. Ли, его команда позволила Лугоши «поработать над характером; его трактовка образа была изобретательной и совершенно неожиданной… Когда мы закончили съёмки, ни у кого не было сомнений, что он украл шоу. Монстр Карлоффа был слаб по сравнению с ним».

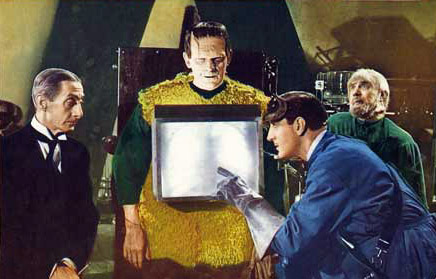
Эдгар Нортон, Борис Карлофф, Бэзил Рэтбоун и Бела Лугоши в фильме «Сын Франкенштейна»

Среди актёров была и Джозефин Хатчинсон, которая подписала контракт с Universal на два фильма, впервые появившись в «Преступлении доктора Галлета». Впоследствии Хатчинсон заявила, что «сниматься в фильме о Франкенштейне — это своего рода фальшивка, не нужно слишком глубоко вникать в суть». Роль Питера исполнил Донни Данаган, работавший с Ли над фильмом «Цыплята Матери Кэри». Позже Данаган назвал свою игру «банальной» и сказал: «У них там был маленький ребёнок с таким громким голосом. Они повторяли: „Говори громче!“, потому что тогда я не говорил так громко… А когда ты говоришь громче, твой акцент всегда подчёркивается. И вот этот маленький кудрявый придурок бегает вокруг меня с очень сильным мемфисско-техасским акцентом! У них хватило смелости сделать это». Данаган вспоминал, что Борис Карлофф был восхитительным человеком, находившимся в прекрасном настроении во время съёмок, ведь в это время его жена собиралась родить ребёнка, его первенца. Когда 21 ноября 1939 года Карлофф получил сообщение о том, что его жена родила дочь, актёр разрыдался и в полном гриме отправился в больницу. На следующий день, Данаган говорил, что Лугоши и Рэтбоун угощали его тортом. Так он отзывался о работе с Карлоффом: «[он] был просто находкой… [он был] нежным, сильным, обращался с моей мамой как с королевой, был очень дружелюбен и весел со мной. У него было хорошее чувство юмора. Он ходил со мной, держал меня за руку».
Режиссёром и продюсером фильма был 45-летний Роуланд В. Ли, который работал в киноиндустрии с девятнадцати лет. Это был второй фильм Ли для Universal. Уиллис Купер, создатель радиопередачи «Гасите свет», написал оригинальный сценарий фильма «Сын Франкенштейна», который сначала был отклонён. В сценарии, датированном 20 октября 1938 года, Вульф, его жена Эльза и их маленький сын Эрвин прибывают в замок Франкенштейна, чтобы получить своё наследство. Согласно завещанию отца Вульфа, после взрыва сторожевой башни монстр не должен появляться по меньшей мере 25 лет, прежде чем можно будет претендовать на наследство. В первоначальном сценарии Купера было ещё несколько отсылок к «Невесте Франкенштейна», в том числе находка скелетных останков доктора Септимуса Преториуса и самой Невесты Франкенштейна. Сценарий продолжается тем, что монстр выживает после взрыва в конце фильма 1935 года, встречается с Вульфом и просит его создать друга, и угрожает убить Эльзу и Эрвина, если Вульф ослушается.
Антагонистом Вульфа в этом сценарии является инспектор Ноймюллер, который клянётся отомстить монстру за убийство своего отца. После того как Вульфу не удаётся создать друга для монстра с помощью трупов, монстр крадёт Эрвина, намереваясь забрать его в лабораторию и сделать ему операцию на мозге. Когда появляется Вульф, он останавливает монстра, а Ноймюллер со своими бойцами расстреливает монстра, который падает в яму. Сценарий был изменён таким образом, чтобы сохранить большинство персонажей; Ноймюллер стал Крогом, потерявшим руку, вместо отца, а имя ребёнка было изменено на Питер. В новой версии также убрали способность монстра говорить и добавили персонажа Игоря. Первоначально бюджет фильма составлял 250 тысяч долларов, но затем он был увеличен до 300 тысяч и получил распланированный 27-дневный съёмочный график. Ли недолго раздумывал над тем, чтобы снять фильм в цвете, но отказался от этой идеи после того, как грим Карлоффа плохо проявился на цветных тестах Джорджа Робинсона. Сохранились тестовые съёмки в цвете, где Карлофф в гриме дурачится с гримёром Джеком Пирсом и показывает язык в камеру.
Если предыдущие фильмы о Франкенштейне не отличались большим количеством музыки, то «Сын Франкенштейна» значительно выигрывает благодаря впечатляющей, драматической музыке Фрэнка Скиннера. В дальнейшем Скиннер станет автором музыки ко многим фильмам о монстрах компании Universal. Его своеобразный подход к созданию музыки к более чем 200 фильмам, над которыми он работал, за всю его карьеру принёс ему пять номинаций на премию «Оскар».

### Съёмки и постпродакшн
Производство фильма «Сын Франкенштейна» началось 17 октября 1938 года, но съёмки были отложены до 9 ноября из-за неудовлетворённости Ли сценарием Купера. Актёрский состав уже получал зарплату, поэтому студия отдала распоряжение Ли продолжать, что привело к росту бюджета до 500 тысяч долларов. Отсутствие готового сценария приводило к тому, что актёры получали свежеисписанные страницы за несколько минут до начала съёмок. Дата окончания производства была перенесена с 10 на 17 декабря. По словам актрисы Джозефин Хатчинсон, режиссёр Ли немного переписал фильм на съёмочной площадке.
Съёмки были отложены из-за проблем, включая дождь и холодную погоду, из-за чего Ли пришлось просто приостановить часть съёмок. В номере The Hollywood Reporter от 30 ноября компания Universal объявила о том, что штат сотрудников, работавших над монтажом и озвучиванием фильма «Сын Франкенштейна», был удвоен, чтобы уложиться в запланированную дату его выхода. Руководители монтажного, звукового и музыкального отделов — Морис Пивар, Бернард Б. Браун и Чарльз Превин, соответственно, — предупредили своих сотрудников о возможности работы до рождества, чтобы уложиться в сроки отгрузки первых 20 копий фильма. К 24 декабря съёмки не были завершены, и актёры и съёмочная группа работали до 18:15, а не до полудня, как обычно.
Производство фильма было завершено 5 января 1939 года. По словам Данагана, фильм изрядно потрепал Карлоффа, грим монстра «наказывал его» своим весом, и «когда мы закончили работу над фильмом, я почувствовал, что ему не нравится эта роль. И я могу заверить вас, что ему не нравился костюм, который наверняка причинял физическую боль». «Сын Франкенштейна» стал последним появлением Карлоффа в роли монстра в этой серии фильмов; он вновь исполнил эту роль только в эпизодах телешоу «Шоссе 66» и на бейсбольном матче всех звёзд. В 1948 году Карлофф сказал: «После „Сына“ я решил, что у персонажа больше нет никакого потенциала — всю работу делал грим. Тот, кто может каждое утро накладывать грим, заслуживает уважения». До назначенной даты премьеры 7 января для постпродакшна оставалось всего несколько дней. Первый вариант фильма длился более 100 минут и был сокращён. Окончательная стоимость фильма составила 420 тысяч долларов.

## Релиз

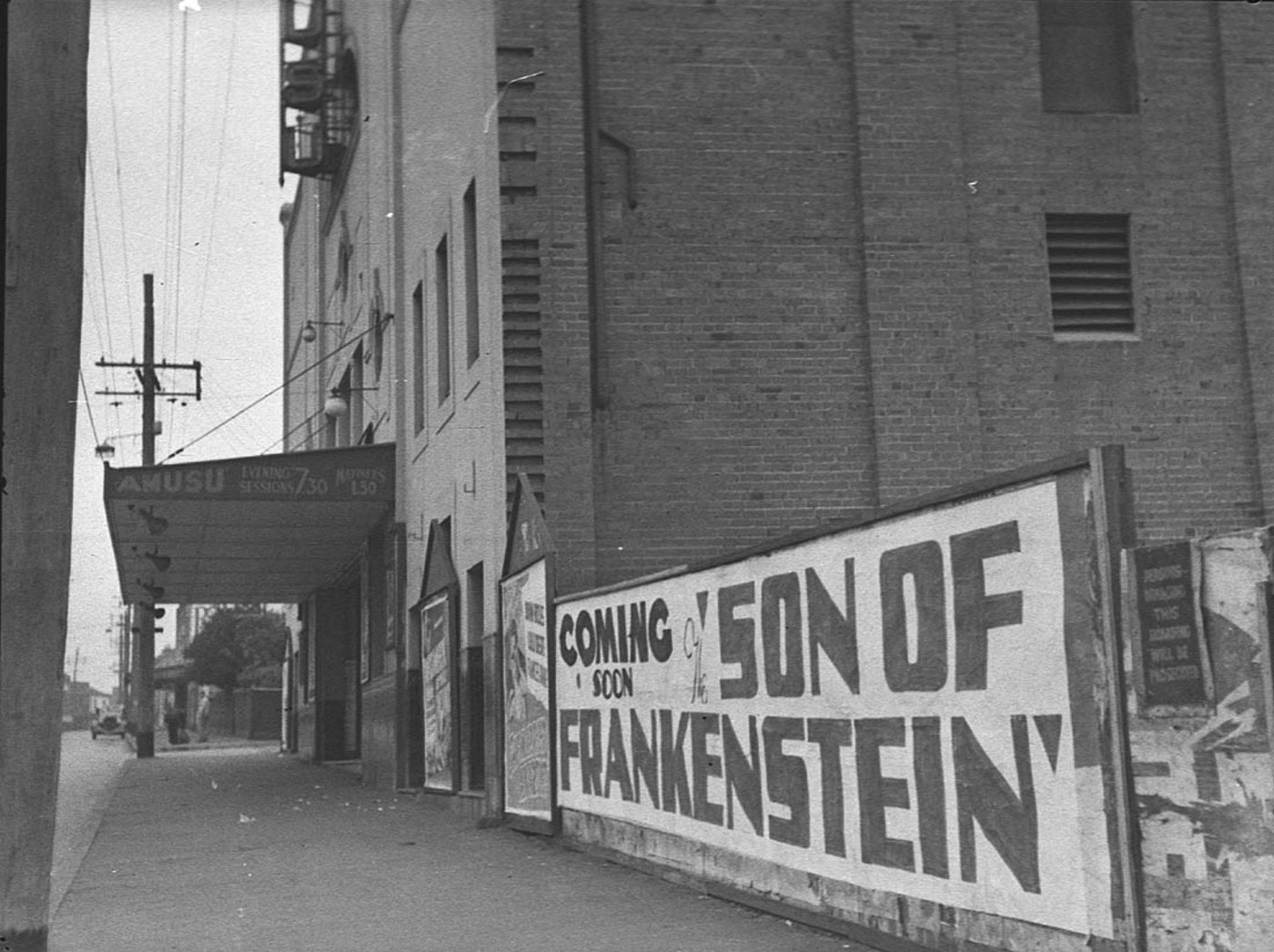
Фотография рекламного плаката фильма «Сын Франкенштейна» в 1939 году

«Сын Франкенштейна» был выпущен в прокат компанией Universal Pictures 13 января 1939 года. Фильм показал хорошие результаты в американском прокате; по данным The Hollywood Reporter, в ключевых городах он собрал бо́льшую прибыль, чем любой предыдущий фильм ужасов. Доходы первого уик-энда в Лос-Анджелесе, Бостоне и Ричмонде превысили показатели предыдущих премьер фильмов Universal в этих трёх городах. Фильм заработал в прокате более 900 тысяч долларов. «Сын Франкенштейна» стал одной из ключевых причин того, что 1939 год оказался самым прибыльным на тот момент годом за всю историю студии Universal.
В 1948 году компания Realart Pictures Inc. приобрела права на переиздание большей части библиотеки Universal Pictures, в которую входили и фильмы о монстрах Universal. В 1952 году компания повторно выпустила в прокат фильм «Сын Франкенштейна». В конце 1957 года телевизионное подразделение компании Columbia Pictures собрало пакет фильмов Universal и показало их по всей территории США в рамках серии передач под названием Shock Theater. В эту серию вошёл и «Сын Франкенштейна». Согласно книге «Ужасы Universal» (англ. Universal Horrors), поколение бэби-бумеров открыло для себя эти фильмы в первую очередь благодаря этому телесериалу. В 1987 году Universal/MCA нашли несокращённую версию «Сына Франкенштейна» и обсуждали, выпускать её или более знакомую отредактированную версию на домашнем видео. Компания остановилась на последнем варианте. Впервые на DVD фильм был выпущен в составе «The Monster Legacy Collection» и «Frankenstein: The Legacy Collection» 27 апреля 2004 года.

## Критика
Гари Дон Родс писал, что «Сын Франкенштейна» получил «более сильные отзывы, чем обычно встречаются у других фильмов ужасов». Среди современных рецензий The Hollywood Reporter отметил, что фильм является «нокаутёром в своём роде по постановке, игре и эффектам», поскольку режиссура Ли «поддерживает леденящее душу мрачное настроение, а с чёрным юмором, который в нём присутствует, он справляется очень хорошо». По мнению газеты Motion Picture Herald, фильм «является шедевром в демонстрации того, как производственные декорации и эффекты могут быть сделаны средствами, подчёркивающими литературную мелодраму». Кейт Камерон из The New York Daily News отметила, что Ли «создал жуткую атмосферу для этой истории и вложил в проработку сюжета достаточно ужаса, чтобы по спине зрителей побежали мурашки». Б. Р. Крислер из The New York Times отметил, что фильм можно считать «самой глупой картиной из когда-либо снятых», однако в нём реализована «очень проницательная глупость, выполненная хорошим режиссёром в лучших традициях кинематографического ужаса, так что, даже смеясь над её нелепостью, можно прийти к мысли, что, возможно, это такой же хороший способ получить удовольствие от просмотра фильма, как и любой другой». В рецензии Variety фильм был назван «хорошо смонтированным, прекрасно поставленным и включающим [в себя] актёрский состав из способных артистов». Журнал The Monthly Film Bulletin заявил, что «поскольку вся атмосфера фильма настолько далека от повседневной реальности, невозможно воспринимать ужасы очень серьёзно», отметив при этом, что для фильма такого жанра «постановка хороша и имеет высокое техническое качество», и высоко оценив игру Рэтбоуна и Этвилла.
По мнению авторов книги «Ужасы Universal», «Сын Франкенштейна» — «последний из великих фильмов о Франкенштейне», и «все аспекты картины, от актёрской игры до технического исполнения, первоклассны», заключая, что фильм «грандиозен по размаху, великолепен по замыслу, он вытеснил причудливую романтику и тонкую фантастику „Невесты Франкенштейна“ суровым, мрачно экспрессионистским подходом к ужасам». Джим Хоберман из The Village Voice в 2011 году высоко оценил игру Лугоши в роли Игоря, написав, что он «практически украл фильм в своей последней по-настоящему сочной роли». Ричард Гиллиам из AllMovie сказал, что фильм необычен своим высоким качеством, несмотря на то, что является третьим фильмом серии, и отметил «сильный сюжет, прекрасно наследуемые постановочные мотивы и отличный актёрский состав», но отметил, что фильм всё же уступает двум предыдущим фильмам о Франкенштейне.
Писатель и кинокритик Ким Ньюман отмечает, что Лугоши сыграл «свою лучшую экранную роль», а Этвилл и Рэтбоун компенсировали отсутствие британского влияния, которым обладал режиссёр Джеймс Уэйл. В менее положительных отзывах отмечалось отсутствие Уэйла в качестве режиссёра фильма; Фил Эдвардс в журнале Starburst писал, что «Сын Франкенштейна» «не отличается особой новизной, а несколько заезженный сюжет указывает путь к печальному направлению, которому будут следовать последующие ужасы Universal». Джеймс Марриотт назвал фильм уступающим предыдущим работам Джеймса Уэйла, посчитав, что сюжет «дико неровный», а «Карлофф словно ходит во сне, предоставляя Лугоши затмевать его». Историк кино Джеймс Л. Нейбаур также писал, что данная роль Лугоши возможно была лучшей в его карьере: «Полное владение Лугоши ролью, его напряжённый взгляд под тяжёлым гримом — один из самых сильных элементов всей постановки».

## Анализ
Роулэнд Ли подошёл к материалу так же атмосферно, как Джеймс Уэйл, но в совершенно иной манере. Если в предыдущих фильмах сцены ужина проходили в богато украшенных столовых, то в «Сыне Франкенштейна» аналогичные сцены происходят в очень пустынном помещении, обрамлённом тенями. Показывались кривые лестницы и косые углы, в этой подаче явно прослеживалось влияние немецкого экспрессионизма. Представление монстра также изменилось по сравнению с его последним появлением. В «Невесте Франкенштейна» монстр постепенно осваивал новые навыки, например учился говорить и становился более разумным. В «Сыне Франкенштейна» он снова немой, опять рычит и ворчит. Когда монстр видит своё отражение в зеркале, он реагирует на него со страхом и отвращением. Он тащит Франкенштейна к зеркалу и смотрит на сравнение. Как пишет Грегори Уильям Мэнк в своей книге «Бела Лугоши и Борис Карлофф», «он унижен своим ужасным видом… стонет от ужаса, глядя на отразившуюся ужасную правду». Несмотря на завуалированное сострадание, которое было представлено в «Невесте Франкенштейна», здесь монстр способен на хладнокровное убийство, находясь под контролем Игоря устраняя одного за другим присяжных.

## Наследие
Руководитель студии Клифф Ворк был доволен успехом «Сына Франкенштейна» и отдал приказ о возобновлении производства фильмов ужасов. Компания Universal 13 ноября 1941 года объявила о продолжении серии фильмом «Призрак Франкенштейна», сообщив, что ищет нового исполнителя роли монстра. На следующий день продюсеру Джорджу Вагнеру было приказано заказать для нового актёра грим того же типа, который носил Карлофф, с указанием, что изменение внешности может «убить интерес поклонников Франкенштейна». На роль монстра был выбран Лон Чейни-младший. Фильм «Призрак Франкенштейна» вышел на экраны 13 марта 1942 года. Ворк больше не хотел иметь дело с такими режиссёрами, как Роулэнд Ли, которые превышали бюджет и настолько выбивались из графика съёмок, что фильм приходилось доделывать во время постпроизводства, чтобы успеть к назначенной дате выхода. Ворк решил разрешить снимать продолжения таких фильмов о монстрах, как «Человек-невидимка» (1933), «Мумия» (1932) и «Дракула» (1931), а также новые фильмы о Франкенштейне. Он снизил бюджет этих картин до уровня фильмов категории B.